# Mała Jabłonka
Mała Jabłonka (ukr. Мала Яблунька) – wieś na Ukrainie, w obwodzie wołyńskim w rejonie kamieńskim. Liczy 153 mieszkańców.
Do 2020 w rejonie maniewickim.